# 체스판

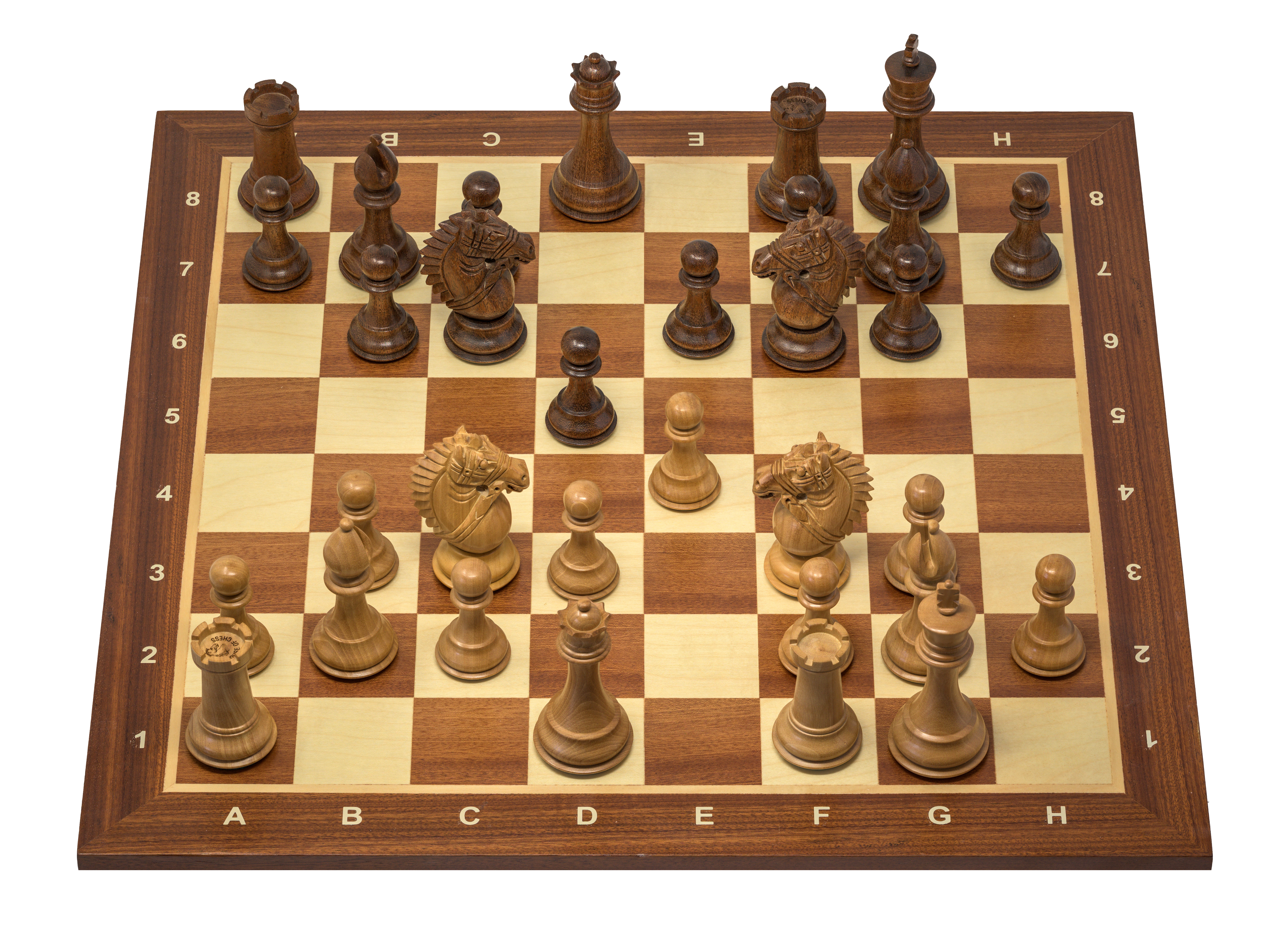
스턴턴 기물이 있는 나무 체스판

체스판(chessboard)은 체스를 두는 데 사용되는 게임 보드이다. 이는 체스 기물이 놓이는 8×8칸, 총 64칸의 체커판이다. 칸과 판은 정사각형 모양이며, 밝은 색과 어두운 색 두 가지 칸이 체크무늬를 이룬다. 게임 중에는 각 플레이어의 오른쪽 하단 칸이 밝은 색 칸이 되도록 보드가 놓인다.
체스판의 세로줄(또는 열)은 파일이라고 알려져 있으며, 가로줄(또는 열)은 랭크라고 알려져 있고, 같은 색 칸이 인접하게 이어지는 선(각각 보드의 한 가장자리에서 인접한 가장자리로 이어지는)은 대각선이라고 알려져 있다. 보드의 각 칸은 대수기보법, 설명기보법, 또는 숫자 체스 기보법을 사용하여 명명된다. 이중 대수기보법이 국제 체스 연맹 표준이다. 대수기보법에서 백의 시점에서 파일은 왼쪽에서 오른쪽으로 a부터 h까지, 랭크는 아래에서 위로 1부터 8까지 번호가 매겨진다. 각 칸은 해당 파일과 랭크로 식별된다. a-부터 d-파일은 퀸사이드를 구성하고, e-부터 h-파일은 킹사이드를 구성한다. 1번째부터 4번째 랭크는 백의 진영을 구성하고, 5번째부터 8번째 랭크는 흑의 진영을 구성한다.

## 역사와 진화
|   | a  | b  | c  | d  | e  | f  | g  | h  |   |
| 8 | a8 | b8 | c8 | d8 | e8 | f8 | g8 | h8 | 8 |
| 7 | a7 | b7 | c7 | d7 | e7 | f7 | g7 | h7 | 7 |
| 6 | a6 | b6 | c6 | d6 | e6 | f6 | g6 | h6 | 6 |
| 5 | a5 | b5 | c5 | d5 | e5 | f5 | g5 | h5 | 5 |
| 4 | a4 | b4 | c4 | d4 | e4 | f4 | g4 | h4 | 4 |
| 3 | a3 | b3 | c3 | d3 | e3 | f3 | g3 | h3 | 3 |
| 2 | a2 | b2 | c2 | d2 | e2 | f2 | g2 | h2 | 2 |
| 1 | a1 | b1 | c1 | d1 | e1 | f1 | g1 | h1 | 1 |
|   | a  | b  | c  | d  | e  | f  | g  | h  |   |

체스판의 알려진 가장 초기 조상은 아슈타파다 보드이다. 이 보드는 다른 게임들 중에서도 기원후 6세기경 인도에서 시작된 체스의 역사적 전신인 차투랑가를 플레이하는 데 사용되었다. 이 보드는 모든 칸에 단일 색상을 사용하며, 8x8로 나뉘어져 있고 각 사분면의 모서리에는 성이라고 불리는 표시된 칸이 있다. 아슈타파다와는 달리, 차투랑가에서는 성이 아무런 기능을 하지 않는다.
체스판은 10세기 체스가 유럽에 도착하면서 현대의 바둑판 무늬를 갖게 되었다. 이 패턴은 당시 5x5 드라우트 보드의 패턴을 기반으로 했다. 이러한 변화의 결과로, 각 대각선은 이제 연속적인 같은 색 칸으로 강조되었고, 이는 나중에 15세기에 현대 비숍과 퀸의 움직임을 도입하는 데 도움이 되었다.
리브로 데 로스 후에고스(1283)는 체스판에 대한 설명을 포함하고 있는데, 8줄 8칸이 이상적인 숫자이며, 10x10 보드에서 체스를 두는 것은 너무 지루하고 6x6 보드에서 두는 것은 너무 빠르다고 평가했다. 13세기에 일부 플레이어들은 가장 오른쪽 열의 첫 칸이 밝은 색이어야 한다는 관례를 사용하기 시작했다. 이 관례는 15세기 말 페드로 다미아노에 의해 지지되었다.
현대 체스에서, 디지털 보드는 컴퓨터에 연결되어 움직임을 컴퓨터 자체로 전송할 수 있는 체스 보드이다. 움직임에 대한 정보는 체스 엔진과 게임을 하거나 단순히 게임의 움직임을 자동으로 기록하는 데 사용될 수 있다. 디지털 보드는 센서를 사용하여 기물의 위치를 감지하며, 각 기물 움직임이 기록될 수 있다.
1998년 제33회 체스 올림피아드가 옐리스타에서 개최되었다. 디지털 게임 테크놀로지가 개발한 디지털 체스 보드 덕분에 게임들은 인터넷을 통해 디지털로 중계되었다. 이 행사를 위해 328개의 보드가 사용되었다.
2003년, 전 세계 챔피언 가리 카스파로프는 체스 엔진 X3D 프리츠와 가상 현실 환경에서 4차례의 일련의 대결을 펼쳤는데, 컴퓨터로 생성된 보드가 특수 안경을 쓴 카스파로프 앞에 공중에 떠 있었다. 이것은 완전히 시뮬레이션된 환경에서 수행된 최초의 인간-기계 체스 게임이었다.

## 제조
체스판은 수년 동안 흑단, 상아, 대리암, 금속, 유리, 플라스틱 등 다양한 재료로 만들어졌다. 또한 광장, 정원, 거실의 장식 요소로도 발견될 수 있다.
고급 게임에서는 일반적으로 나무 보드를 사용하며, 비닐, 플라스틱, 판지는 덜 중요한 토너먼트나 시합, 가정용으로 흔히 사용된다. 또한, 매우 큰 체스판은 땅에 만들어지거나 그려지기도 한다. 드물게, 장식용 유리 및 대리석 보드는 국내 또는 국제 체스 연맹이 주관하는 게임에서 허용된다.
나무 보드는 전통적으로 염색되지 않은 옅은 갈색과 짙은 갈색의 나무로 만들어진다. 비용을 줄이기 위해 일부 보드는 더 비싼 나무의 베니어판을 합판 또는 파티클보드의 내부 조각에 붙여서 만든다. 플라스틱, 비닐, 실리콘 보드에는 다양한 색상 조합이 사용된다. 일반적인 어두운-밝은 조합은 검정색과 흰색뿐만 아니라 갈색, 녹색 또는 파란색과 버프 또는 크림색이다.
국제 또는 대륙 선수권 대회의 경우, 국제 체스 연맹의 규정은 나무 보드를 사용해야 한다고 명시하고 있다. 다른 국제 체스 연맹 토너먼트의 경우, 나무, 플라스틱 또는 판지 보드를 사용할 수 있으며, 모든 경우에 보드는 단단해야 한다. 보드는 대리암으로 만들 수도 있지만, 밝고 어두운 칸 사이에 적절한 대비가 있어야 한다. 마감은 중성 또는 무광택이어야 하며 절대 광택이 나서는 안 된다. 칸의 길이는 5~6 cm여야 하며, 폰 바닥 지름의 최소 두 배여야 한다. 체스 테이블과 보드가 별개의 조각인 경우, 보드는 움직이지 않도록 고정되어야 한다.

## 보드 표기법
|   | a | b | c | d | e | f | g | h |   |
| 8 |   |   |   |   |   |   |   |   | 8 |
| 7 | 7 |   |   |   |   |   |   |   |   |
| 6 | 6 |   |   |   |   |   |   |   |   |
| 5 | 5 |   |   |   |   |   |   |   |   |
| 4 | 4 |   |   |   |   |   |   |   |   |
| 3 | 3 |   |   |   |   |   |   |   |   |
| 2 | 2 |   |   |   |   |   |   |   |   |
| 1 | 1 |   |   |   |   |   |   |   |   |
|   | a | b | c | d | e | f | g | h |   |

체스판의 움직임을 기록하고 칸을 참조하는 다양한 시스템이 있는데, 표준 현대 시스템은 대수기보법이다. 대수기보법에서는 백 플레이어의 관점에서 왼쪽에서 오른쪽으로 a부터 h까지의 문자로 파일이 식별되고, 백 플레이어에게 가장 가까운 1부터 8까지의 숫자로 랭크가 식별된다. 보드의 각 칸은 a1부터 h8까지의 고유한 좌표 쌍으로 식별된다.
구식인 설명기보법에서는 파일이 원래 첫 번째 랭크를 차지하던 기물(예: 퀸, 킹사이드 룩, 퀸사이드 비숍)로 레이블링되고, 랭크는 각 플레이어의 관점에서 1부터 8까지의 숫자로 레이블링된다. 이 방법은 더 이상 일반적으로 사용되지 않는다. 국제 체스 연맹은 1981년에 설명기보법 사용을 중단했다.
ICCF 숫자 표기법은 파일과 랭크 모두에 숫자를 할당하며, 랭크 1은 백 기물을 가진 플레이어에게 가장 가까운 랭크이다. 백 플레이어에게 가장 왼쪽 파일(대수기보법에서는 a, 설명기보법에서는 QR)은 파일 1이고 가장 오른쪽 파일(대수기보법에서는 h, 설명기보법에서는 KR)은 파일 8이다.

## 변형 보드
변형 체스판의 모양과 크기는 10세기 페르시아 게임의 기원으로 거슬러 올라가는데, 이때 무라즈 아드-다합(신들의 보드)이라는 책에는 원형 체스와 원통 체스를 포함한 여섯 가지 다른 변형 체스가 설명되어 있다. 새로운 변형이 널리 창조되면서 다양한 크기가 발견될 수 있다. 글린스키의 육각형 체스는 세 가지 색상의 91개 육각형 공간을 가진 보드를 사용한다. 13세기의 한 혁신은 원통 체스에 사용되는 원기둥 모양의 보드였다.
페르시아 티무르 체스에 사용되는 보드는 최초로 기록된 변형 체스판 중 하나로, 11개의 열과 10개의 행에 두 개의 시타델이 있다. 각 플레이어는 두 번째 랭크의 오른쪽에 시타델을 가지고 있는데, 이는 상대방의 킹이 점령할 수 있으며, 이 경우 상대방은 화국을 선언할 수 있다. 1617년 피에트로 카레라는 그의 이름을 딴 카레라 체스라는 10x8 보드를 가진 변형을 제안했는데, 이는 나중에 카파블랑카 체스와 고딕 체스와 같은 다른 변형에도 사용되었다. 10x10의 다른 크기는 오메가 체스와 그랜드 체스에서 사용된다. 오메가 체스는 보드의 각 모서리에 하나씩 네 개의 추가 칸이 있다. 로스앨러모스 체스는 더 작은 6x6 보드를 사용한다.
일본 쇼기는 9열 9행의 보드를 사용한다. 중국 샹치의 보드는 9열 10행으로 구성되어 있다. 여기서는 기물이 칸 안에 놓이는 것이 아니라 칸을 나누는 선의 교차점에 놓인다. 각 플레이어는 중앙 세 열과 가장 가까운 세 행에 3x3 궁궐을 가지고 있으며, 그 안에서 플레이어의 장군과 조언자는 머물러야 한다. 중앙 두 행 사이에는 코끼리가 건널 수 없고, 그 너머로 병사가 힘을 얻는 강이 있다. 강이 없는 유사한 보드는 한국 장기에서 사용된다.

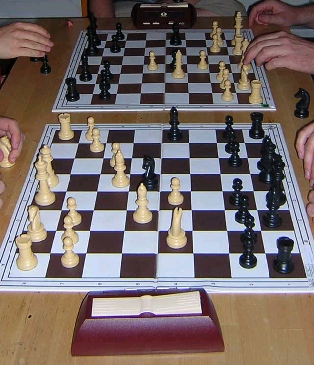
버그하우스 체스 경기 중의 체스판

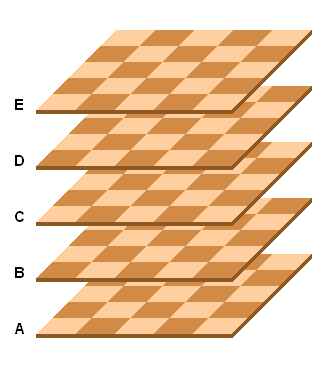
라움샤흐 경기 공간

일부 변형 체스는 한 경기당 하나의 보드 이상을 사용한다. 예를 들어, 버그하우스 체스는 4명의 플레이어가 별개의 보드에서 두 개의 동시 경기를 진행한다. 앨리스 체스는 보드 간의 기물 이동을 용이하게 하기 위해 보통 두 개의 보드에서 플레이되는 인기 있는 변형이다. 3차원 체스 보드는 종종 여러 개의 2차원 보드로 표현된다. 변형은 두 개에서 여덟 개까지의 보드를 사용할 수 있다. 예를 들어, 라움샤흐는 각각 25칸의 보드 5개를 사용하여 총 125칸을 사용한다. 또 다른 주목할 만한 변형인 스타트렉 체스는 움직이는 부품이 7단계로 나뉘어 있는 64칸 보드를 사용한다. 초기 위치에서 각 플레이어는 네 칸짜리 움직이는 공격 보드 두 개를 차지한다. 백 기물은 하단 레벨에서 시작하여 이 레벨과 보드의 처음 두 줄에 연결된 공격 보드를 사용하고, 흑 기물은 상단에서 시작하여 세 번째 레벨의 공격 보드와 처음 두 줄을 사용한다.

## 다른 표현

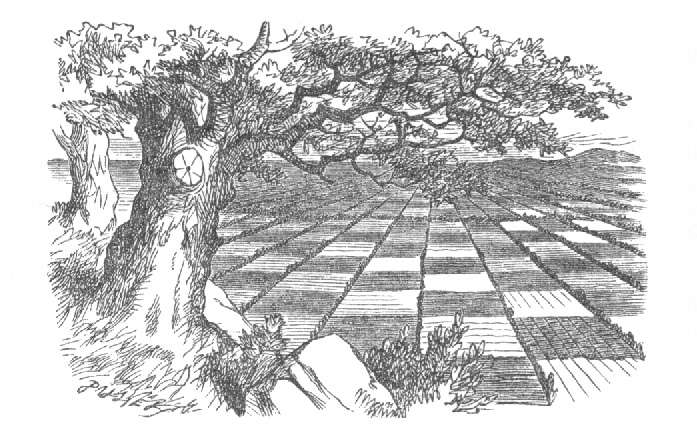
루이스 캐럴의 책 거울 나라의 앨리스에 나오는 존 테니얼의 삽화. 체스판이 앨리스가 건너야 하는 들판과 시냇물로 표현되어 있다.

체스 게임은 만들어진 이래로 예술로 표현되어 왔다. 체스 세트는 보통 상당한 예술적 가치를 가졌고, 흑단과 상아 같은 고귀한 재료로 대형으로 만들어졌다. 이 세트의 많은 조각들은 유물로 교회에 헌납되었다. 책 Liber miraculorum sancte Fidis는 한 귀족이 기적적으로 감옥에서 탈출한 후 감사의 표시로 성소까지 체스판을 들고 가야 했다는 이야기를 전한다. 그러나 체스판이 무기로 사용되는 이야기가 더 자주 등장한다. 프랑스 이야기인 홀거 단스케는 카롤루스 대제의 아들이 게임에서 진 후 체스판으로 홀거의 아들 중 한 명을 잔인하게 살해했다고 보고하지만, 이야기의 진실을 확인하는 증거는 없다.
1250년, Quaedam moralitas de scaccario per Innocentium papum (무고한 도덕)이라는 설교는 세상을 체스판으로 표현했다. 흰색과 검은색 칸은 삶과 죽음, 또는 칭찬과 비난이라는 두 가지 상태를 나타냈다. 이 위에서 인류를 나타내는 기물들은 삶을 상징하는 게임의 역경 속에서 서로 대결했다.
단순한 기하학적 특성 때문에 체스판은 밀알과 체스판 문제(wheat and chessboard problem)와 잘린 체스판 문제(Mutilated chessboard problem)와 같이 체스와 관련 없는 수학적 퍼즐이나 문제에 자주 사용된다. 무한 체스판이라는 용어는 때때로 그리드를 지칭하는 데 사용된다.

## 갤러리

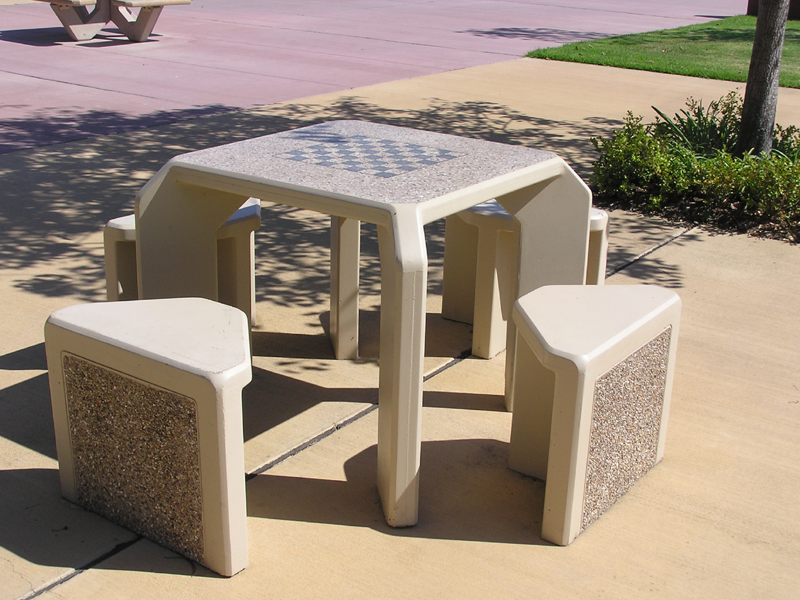
체스 책상에 종종 그려지거나 새겨진 체스판
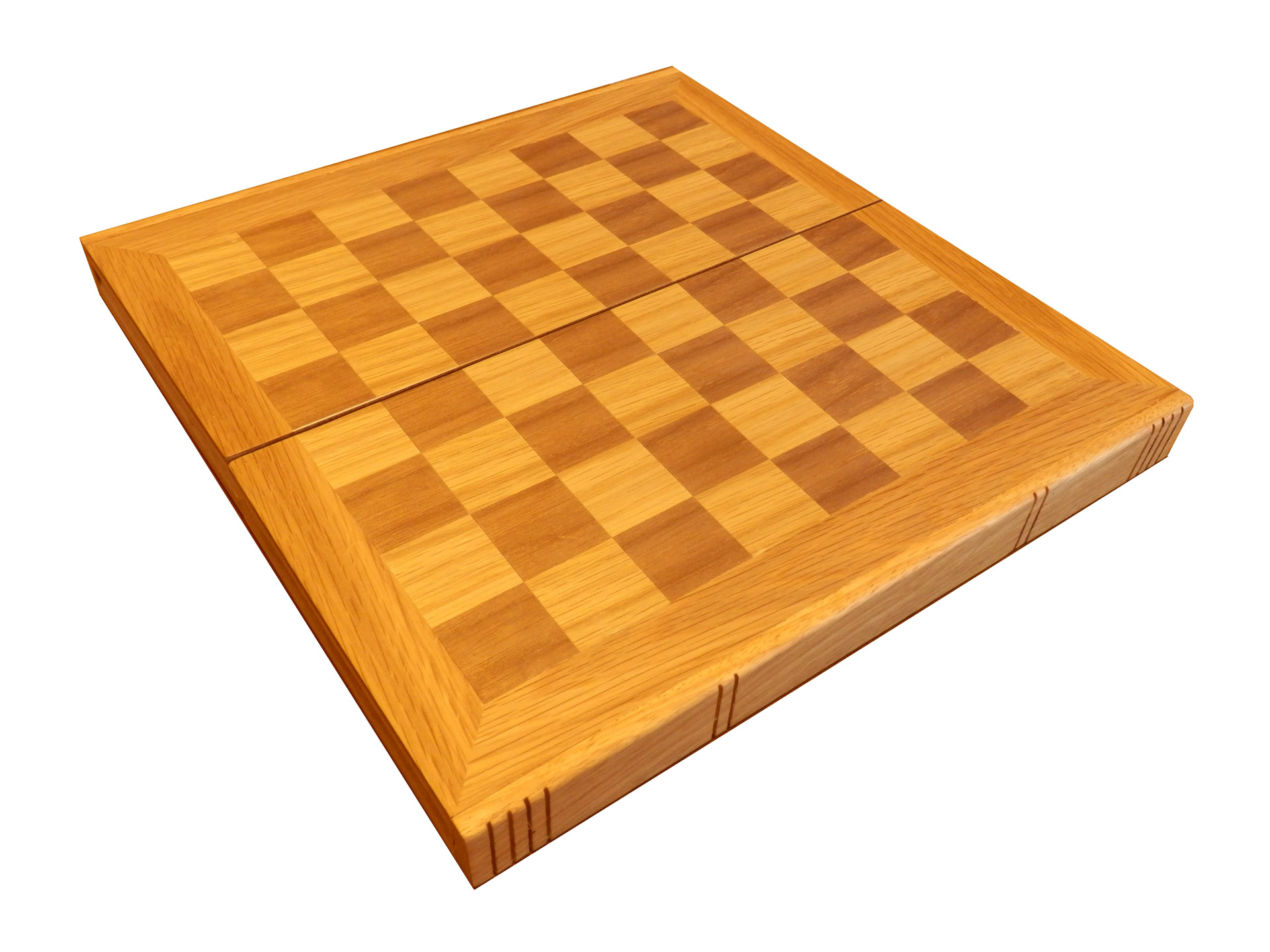
접이식 나무 체스판
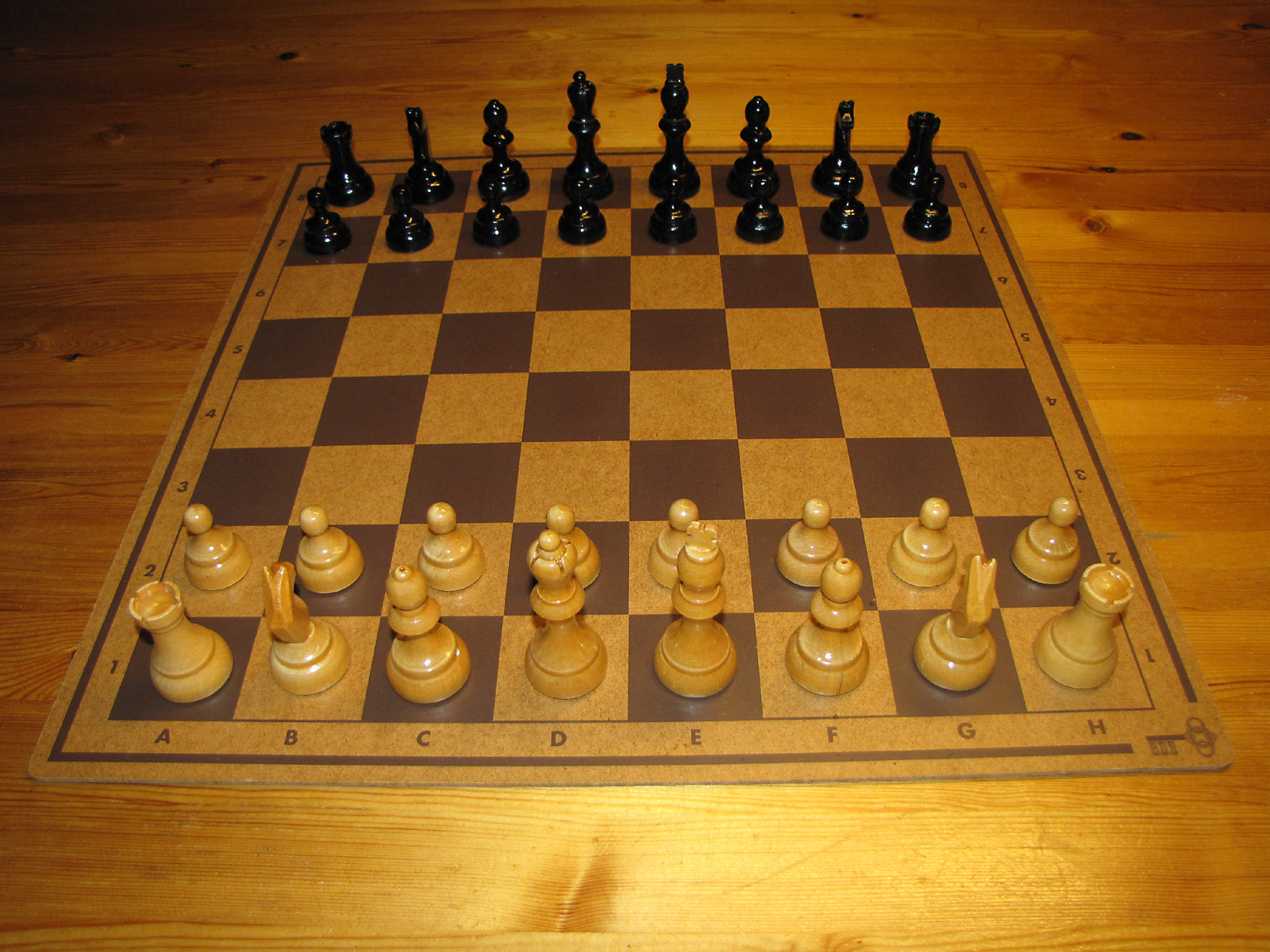
메이소나이트로 만든 스웨덴 대회 표준 체스판
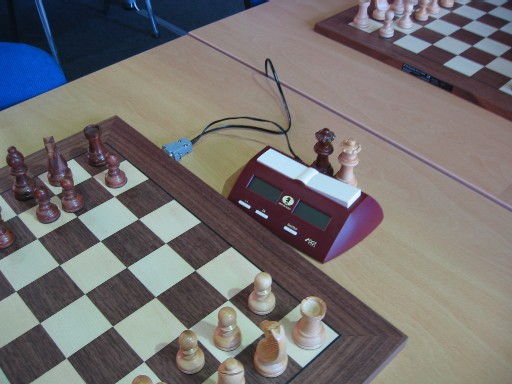
움직임을 감지하고 대국 시계 및 컴퓨터와 인터페이스하는 DGT 전자 체스판
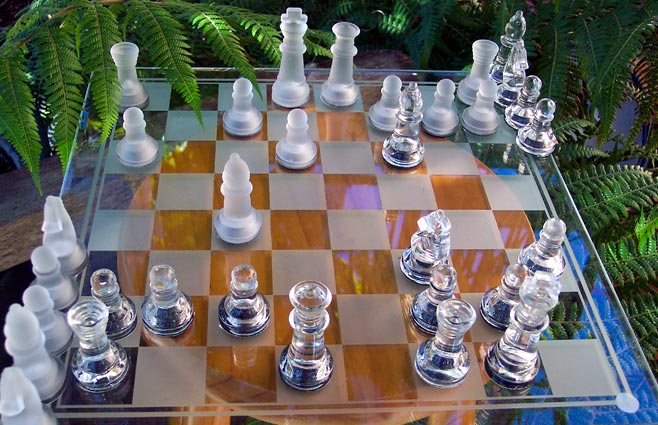
유리로 만든 장식용 체스판
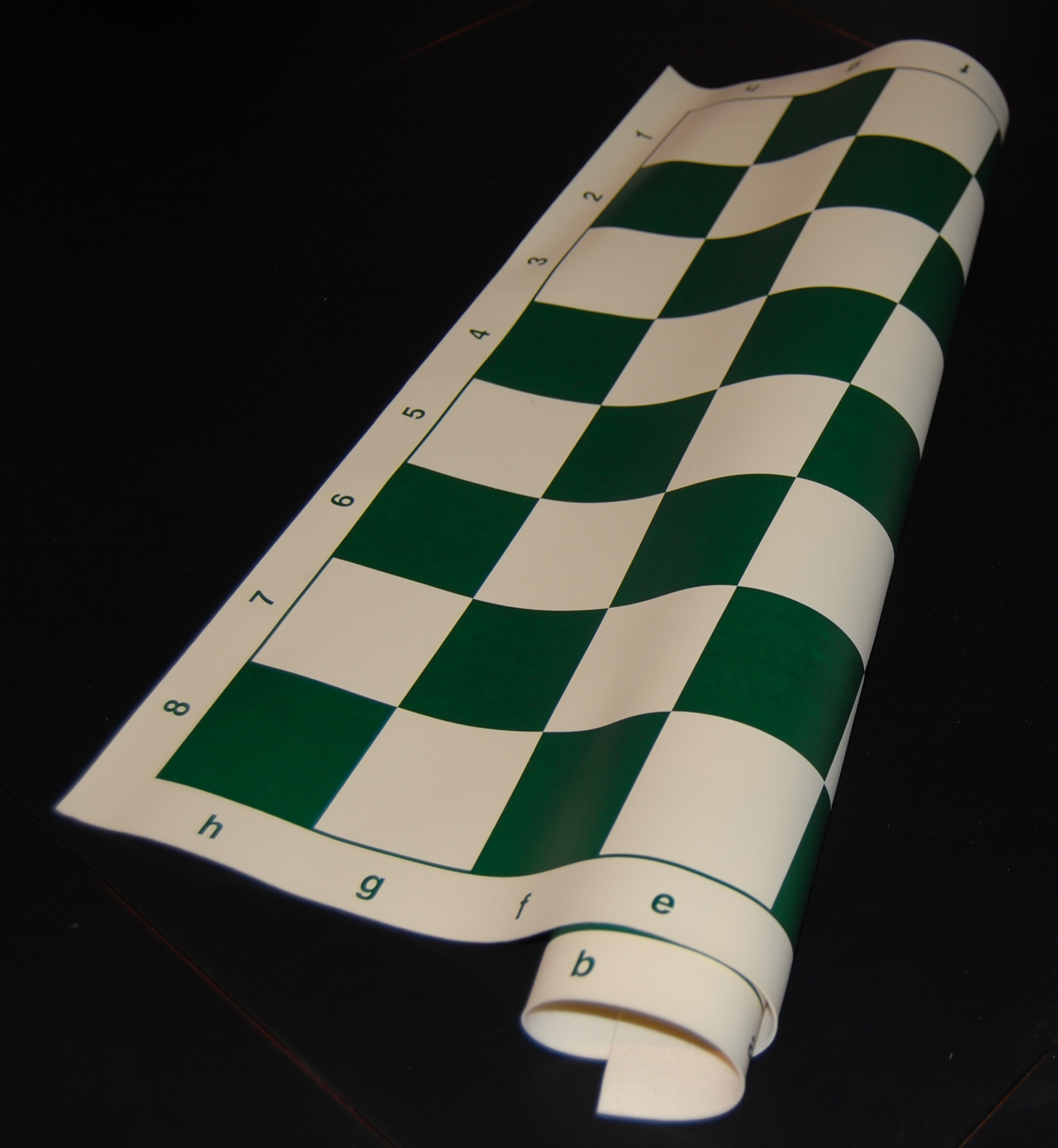
휴대용 녹색 및 버프색 비닐 말림 보드
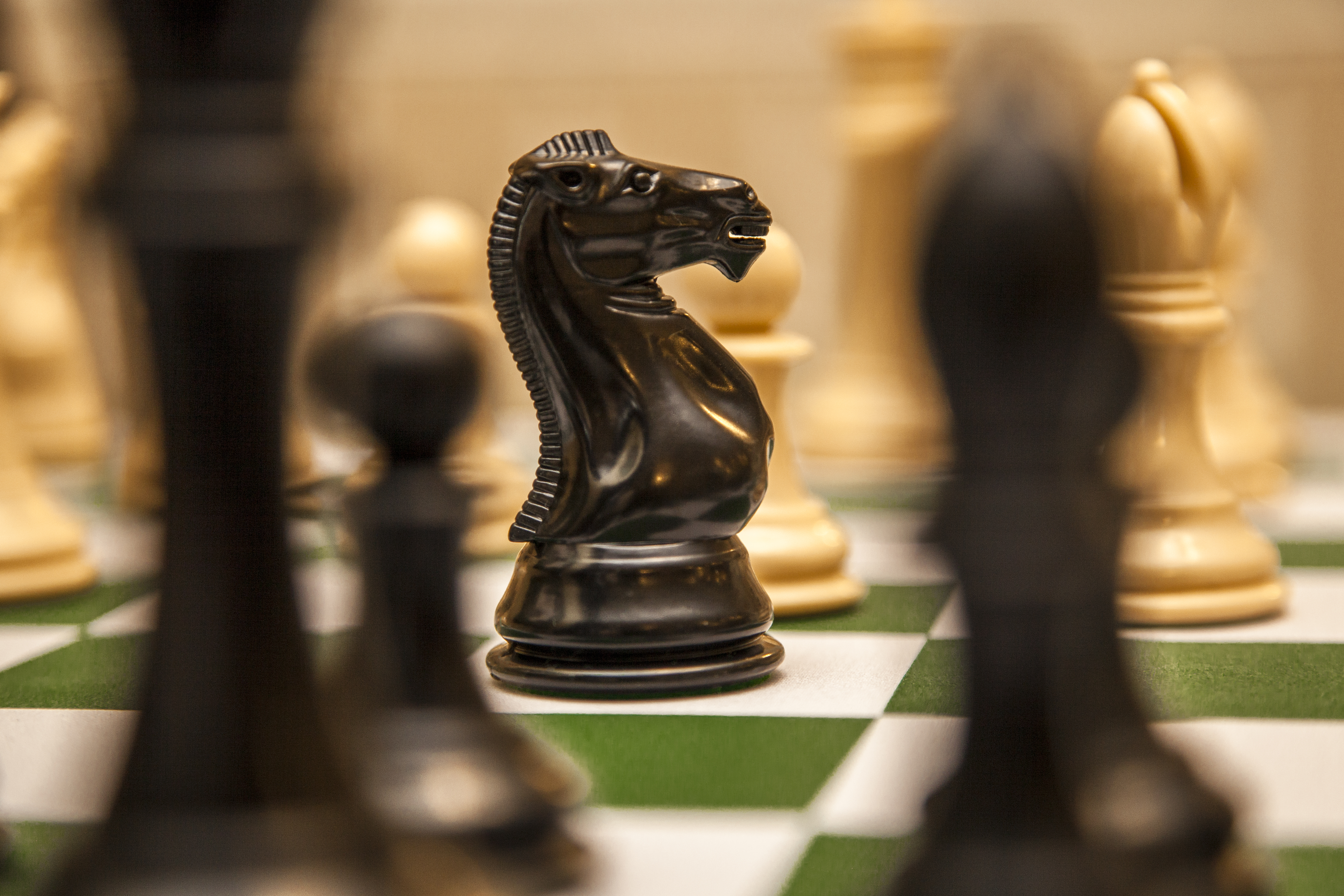
완벽하게 평평하게 놓이도록 설계된 휴대용 녹색 및 흰색 마우스패드 스타일 보드
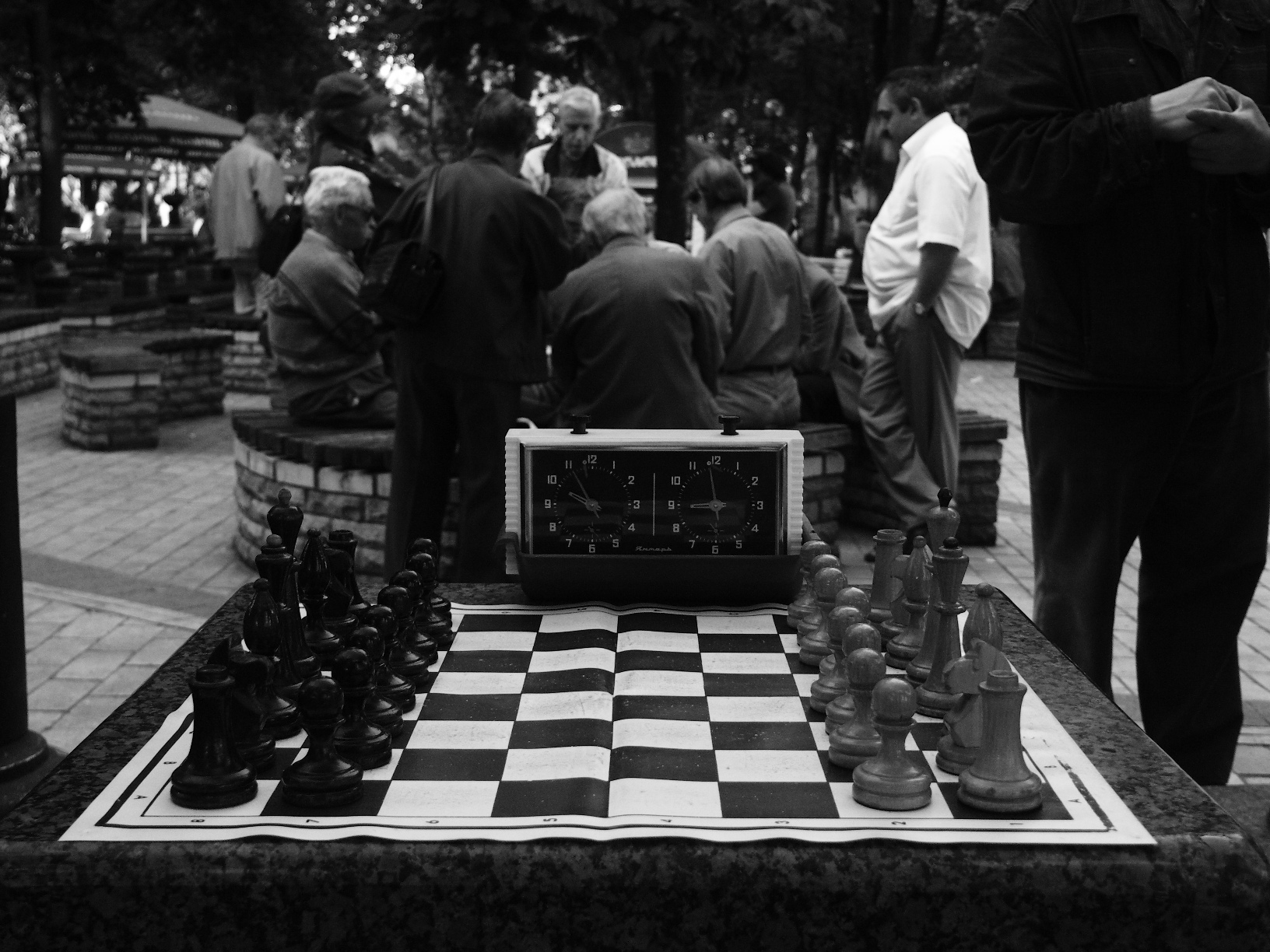
키이우 공원에서 비닐 보드로 사회적 경기
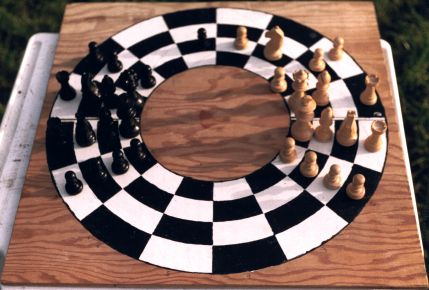
전통 체스의 많은 변형 중 하나인 원형 체스 보드
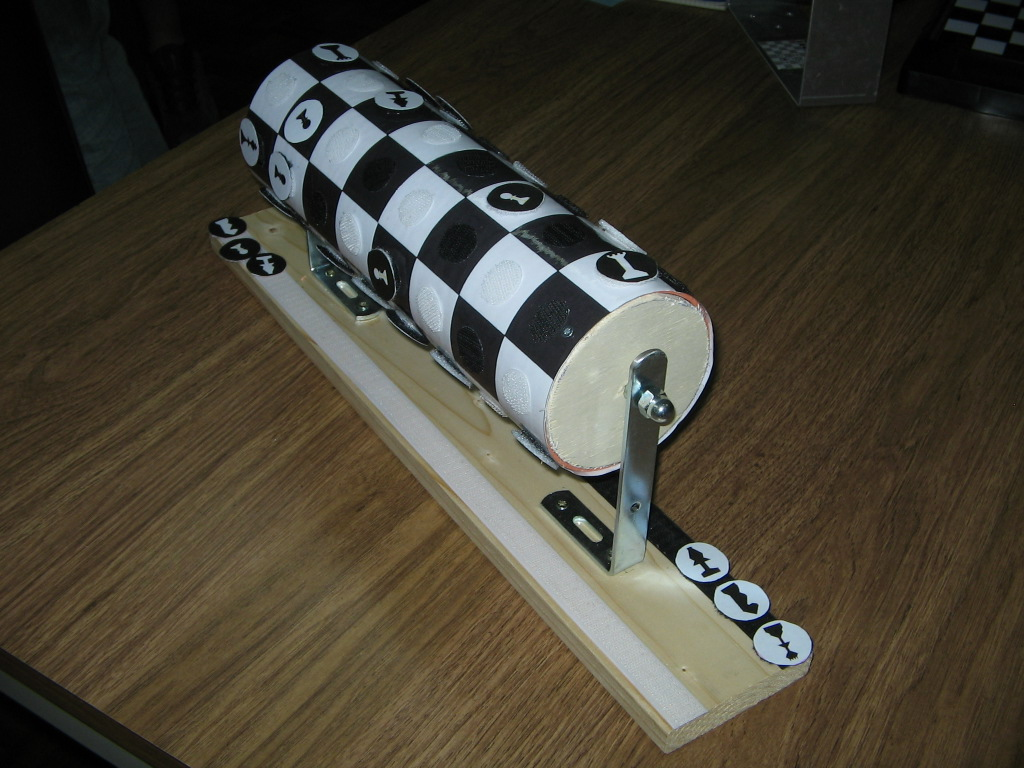
전통 체스의 또 다른 변형인 원통 체스
글린스키의 육각형 체스, 육각형 보드를 사용하는 변형
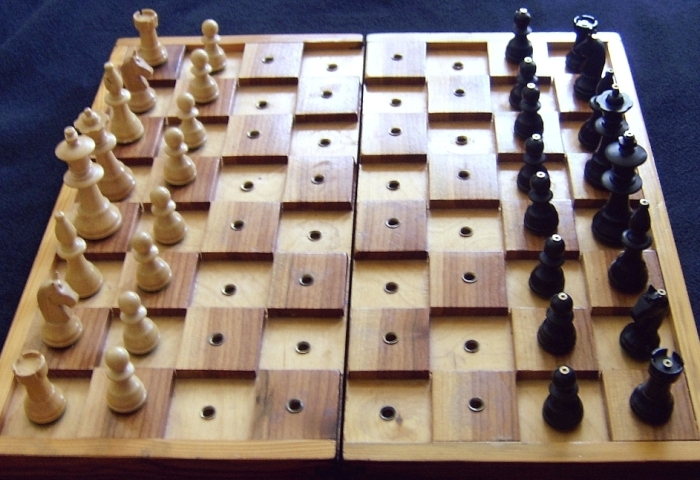
시각 장애인을 위해 개조된 체스판
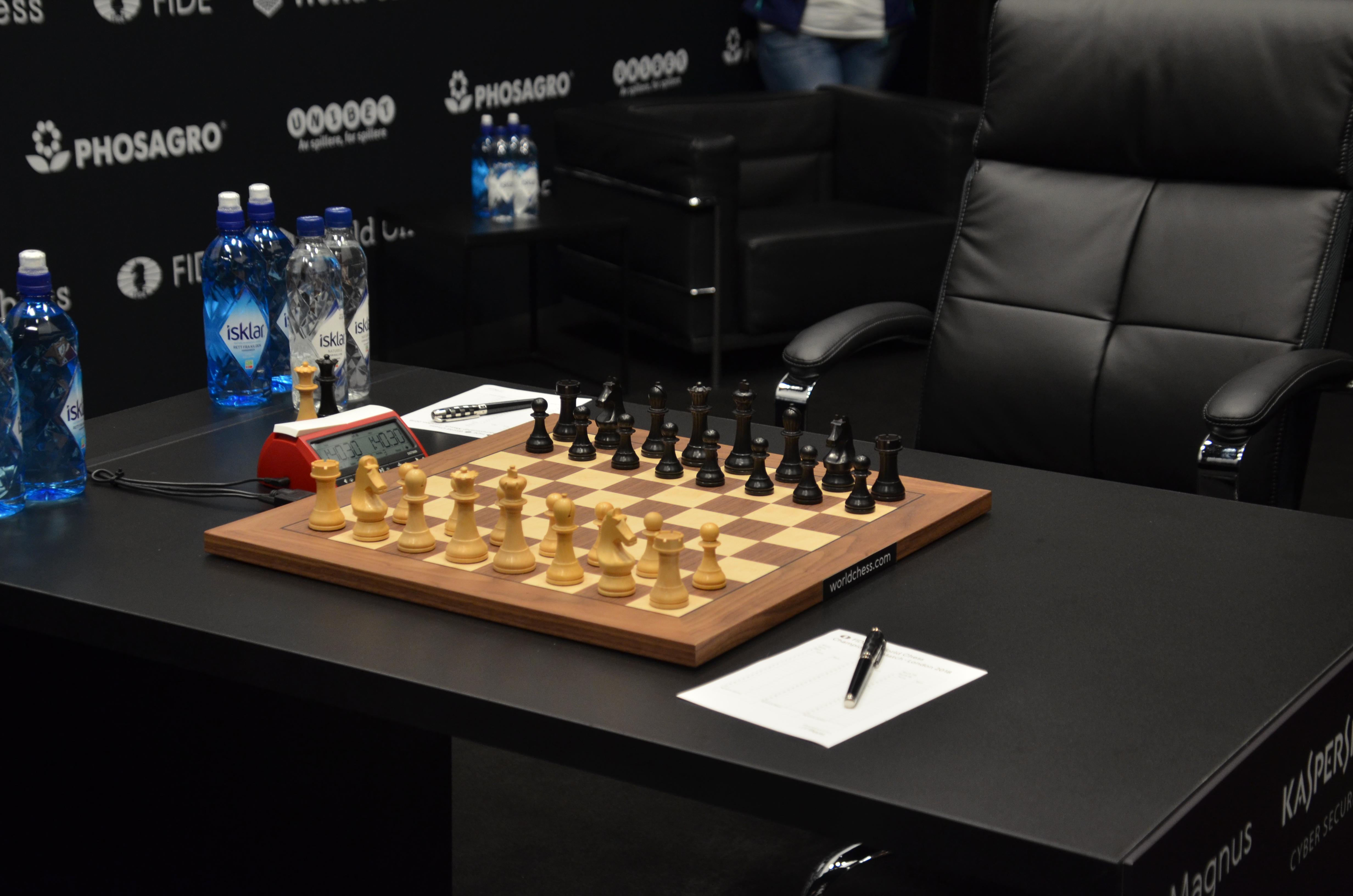
2018년 세계 체스 선수권 대회 체스판
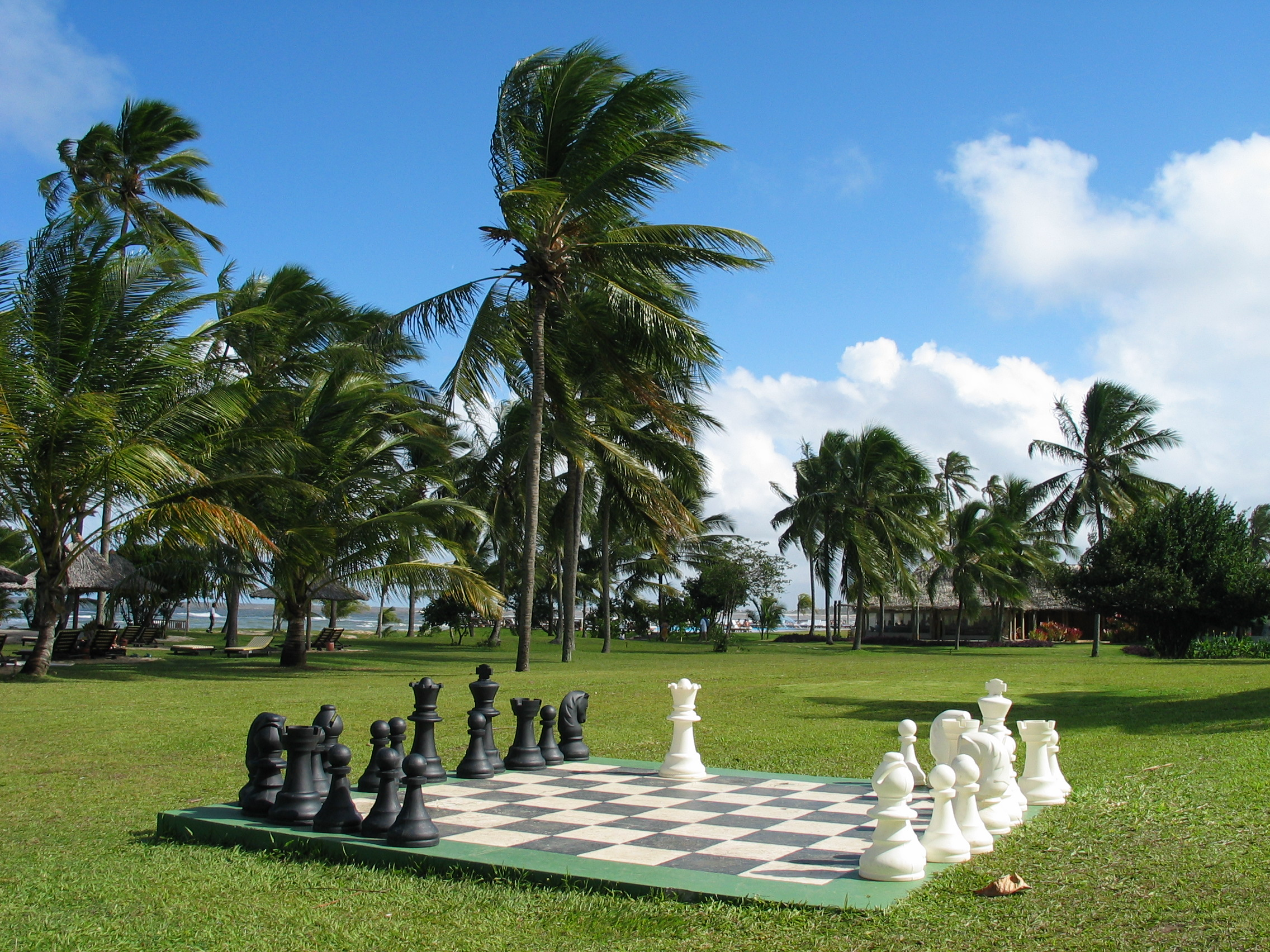
기물이 약 91cm 높이인 거대한 야외 체스판
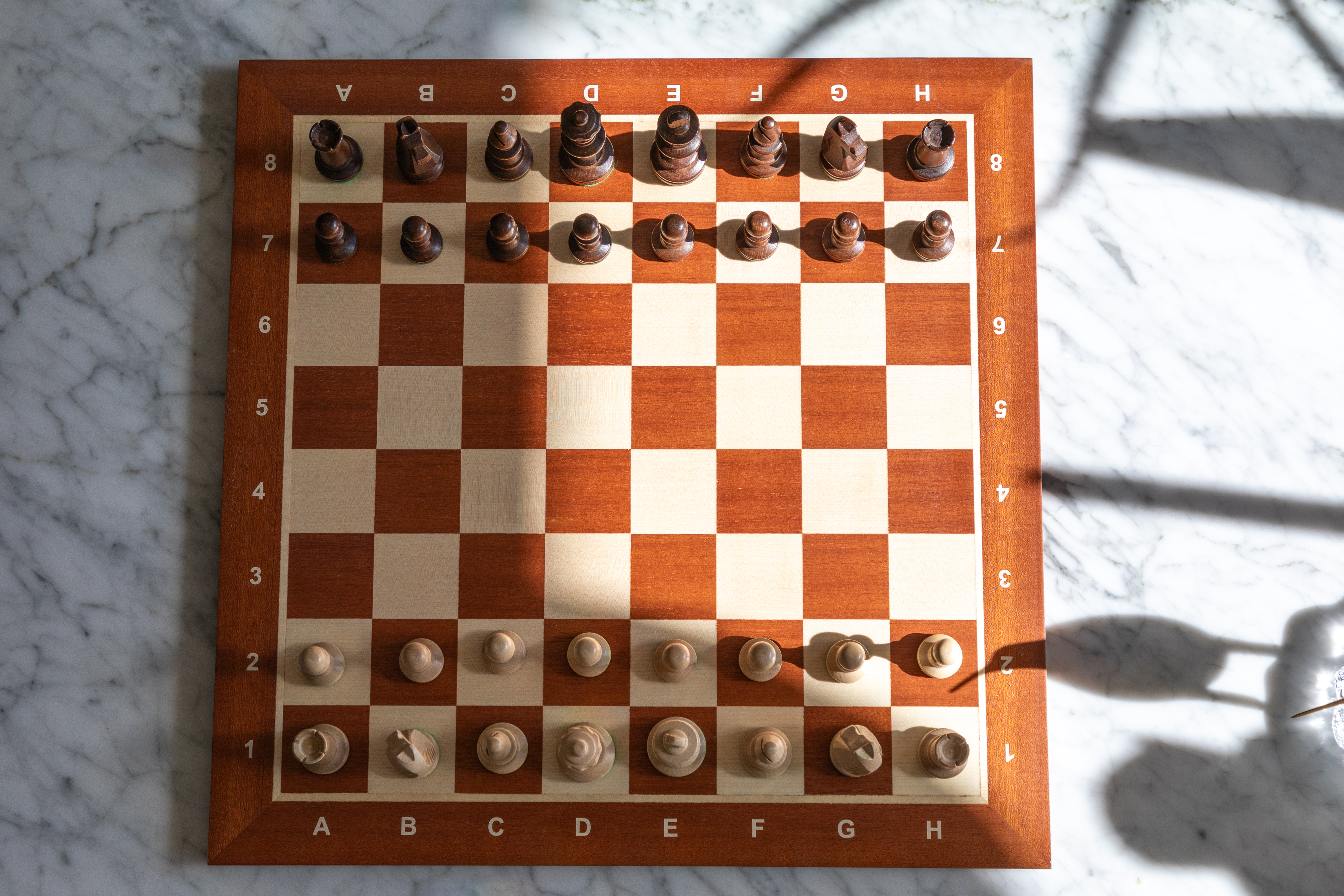
폴란드 Węgiel 보드와 기물

## 같이 보기
- 체커판
- 체스 장비
- 체스 세트
- 체스 규칙